# Clubul Sportiv Universitatea Cluj 2015-2016 (pallavolo femminile)
Questa voce raccoglie le informazioni riguardanti il Clubul Sportiv Universitatea Cluj nelle competizioni ufficiali della stagione 2015-2016.

## Organigramma societario
Area direttiva
- Presidente: Sorin Grozav

Area organizzativa
- General manager: Constantin Paraia

Area tecnica
- Allenatore: Dănuţ Ciontoş

## Rosa
| N° | Nome               | Ruolo | Data di nascita   | Nazionalità sportiva |
| -- | ------------------ | ----- | ----------------- | -------------------- |
| 2  | Lorena-Livia Dancu | L     | 9 febbraio 1990   | Romania              |
| 3  | Paula Cornea       | L     | 23 ottobre 1996   | Romania              |
| 4  | Monica Puianu      | C     | 16 febbraio 1994  | Romania              |
| 5  | Alexandra Bara     | S     | 11 gennaio 1994   | Romania              |
| 6  | Oana Vasiu         | P     | 2 maggio 1997     | Romania              |
| 7  | Rada Beudean       | P     | 8 aprile 1997     | Romania              |
| 8  | Raluca Bucur       | S     | 20 agosto 1985    | Romania              |
| 9  | Carmen Crişan      | C     | 14 luglio 1987    | Romania              |
| 10 | Sorina Mocan       | P     | 25 settembre 1996 | Romania              |
| 13 | Roxana Pintea      | L     | 24 aprile 1995    | Romania              |
| 14 | Andreea Klein      | L     | 9 febbraio 1995   | Romania              |
| 15 | Alexandra Ariton   | S     | 2 novembre 1989   | Romania              |